# Александровка (Лямбирский район)
 Александровка  — село в Лямбирском районе Мордовии, административный центр  Александровского сельского поселения.

## География
Находится менее чем в 2 км на север от северной границы города Саранск.

## История
Известно с 1869 года как деревня из 33 дворов. Основано саранскими казаками во второй половине XVII века

## Население
Постоянное население составляло 1611 человек (русские 62%) в 2002 году, 1575 в 2010 году .